# Cladobotryum tenue
Cladobotryum tenue är en svampart som beskrevs av Helfer 1991. Cladobotryum tenue ingår i släktet Cladobotryum och familjen Hypocreaceae.   Inga underarter finns listade i Catalogue of Life.